# Mai Zetterling
Mai Elizabeth Zetterling (24 de maio de 1925 — 17 de março de 1994) foi uma atriz e diretora de cinema sueca.

## Filmografia selecionada
Como diretora (completo)
- Lords of Little Egypt (1961)
- The War Game (1963)
- Loving Couples (Älskande par) (1964)
- Night Games (Nattlek) (1966)
- Doctor Glas (1968)
- The Girls (Flickorna) (1968, "The Girls") - uma reflexão feminista sobrea peça clássica antiguerra de Aristófanes, Lisístrata, com Bibi Andersson, Harriet Andersson e Gunnel Lindblom
- Vincent the Dutchman (1972)
- Visions of Eight (1973) - "The Strongest".
- We Have Many Names (1976)
- The Moon is a Green Cheese (1977)
- Scrubbers (1983)
- Love (1982) - "Love From the Market Place", "The Black Cat in the Black Mouse Socks", e "Julia".
- The Hitchhiker (1985 TV) - 3 episódios
- Amorosa (1986)
- Betongmormor (1986)
- Crossbow (1989 TV) - 3 episódios
- Chillers (1990 TV) - 2 episódios
- Sunday Pursuit (1990)

Como atriz (seleção)
- Jag dräpte (1943)
- Prince Gustaf (1944)
- Torment (1944)
- Sunshine Follows Rain (1946)
- Iris and the Lieutenant (1946)
- Frieda (1947)
- Life Starts Now (1948)
- Music in Darkness (1948)
- Portrait from Life (1948)
- Quartet (1948)
- The Romantic Age (1949)
- The Bad Lord Byron (1949)
- The Lost People (1949)
- Blackmailed (1951)
- Hell Is Sold Out (1951)
- The Ringer (1952)
- Desperate Moment (1953)
- Knock on Wood (1954)
- The Tall Headlines (1954)
- Dance, Little Lady (1954)
- A Prize of Gold (1955)
- Ett Dockhem (1956)
- Abandon Ship (1957)
- The Truth About Women (1957)
- The Master Builder (1958)
- Jet Storm (1959)
- Faces in the Dark (1960)
- Piccadilly Third Stop (1960)
- Offbeat (1961)
- Only Two Can Play (1962)
- The Main Attraction (1962)
- Operation Mermaid (1963)
- The Man Who Finally Died (1963)
- The Vine Bridge (1965)
- Hidden Agenda (1990)
- The Witches (1990)
- Grandpa's Journey (1993)